# احتلال البصرة 1697
وقع الاحتلال الصفوي للبصرة (1697-1701) بين 26 مارس 1697 و 9 مارس 1701. كانت هذه هي المرة الثانية التي تقع فيها مدينة مهمة من الخليج العربي في يد الدولة الصفوية الإيرانية.
كانت البصرة، الواقعة في العراق الحالي، تحت السيطرة الصفوية من عام 1508 إلى 1524، عندما فقدت بعد وفاة الشاه («الملك») إسماعيل الصفوي. وفي الفترة التي تلت ذلك، تمكن العثمانيون، خصوم الصفويين، من فرض حكم اسمي على المدينة. ظل الحكم الفعلي للبصرة في أيدي قبيلة المغاميس العربية المحلية، وهي فرع من قبيلة المنتفق. وفي عام 1596، باع حاكم البصرة العثماني علي باشا مكتبه إلى أحد السكان المحليين يدعى أفراسياب. وخلال ق. 70 عامًا مقبلة، كانت البصرة تعتبر إيالة عثمانية وراثية في عهد أفراسياب وذريته.
أثبتت المحاولات الصفوية لاستعادة البصرة في 1624 و1625 و1628-1629 فشلها، من خلال مزيج من التدخل البرتغالي، وضغط المخاوف على جبهات أخرى، وأخيرًا، وفاة الشاه عباس الأول الصفوي (حكم من 1588 حتى 1629). استمرت البصرة في موالاة الصفويين لأسباب جغرافية واقتصادية. استمرت القضايا المتعلقة بالحج، والعلاقات العثمانية غير المستقرة مع حكام البصرة، والاضطرابات في الجزء الجنوبي من العراق الذي يسيطر عليه العثمانيون، في إثارة غضب الصفويين ودفعت لانخراط صفوي في جنوب العراق. وعندما أتيحت الفرصة للصفويين لاستعادة الأراضي في العراق تحت حكم الشاه سليمان الأول الصفوي (حكم من 1666 حتى 1694) لم يتصرفوا فعلى سبيل المثال، وفي عام 1667، عندما قام العثمانيون برحلة استكشافية عقابية إلى البصرة، أجلى حاكمها حسين باشا من أسرة أفراسياب سكان المدينة إلى الأراضي الصفوية وعرض السيطرة على البصرة للصفويين. رفض شاه سليمان الأول توسلات حسين باشا لأنه لا يريد استعداء العثمانيين.
في عام 1690، أدى الطاعون والمجاعة إلى اضطرابات قبلية بين المنتفق في جنوب العراق. وفي عام 1695، قاد الزعيم القبلي العربي المحلي الشيخ معن بن مغامس رجال قبائلته في ثورة ضد العثمانيين. سيطر الشيخ معن ورجاله على البصرة بدعم من 5000 عضو من المشعشعية، وهم طائفة شيعية مسلمة. وفي عام 1697، هزم أعضاء المشعشعية الموالون لفرج الله خان، الحاكم الصفوي لإقليم عربستان، الشيخ معن ورجاله، وطردوهم من المدينة. أدركت الحكومة الصفوية أن الشيخ معن ورجاله كانوا حريصين على استعادة البصرة وأرادوا مهاجمة الحويزة القريبة، عاصمة إقليم عربستان. هذه المرة أرسل الصفويون تحت حكم الشاه سلطان حسين (حكم من 1694 حتى 1722) قوة بقيادة علي مردان خان إلى البصرة. وفي 26 مارس 1697 سيطرت القوات التي أرسلتها الحكومة الصفوية على المدينة. ومع ذلك، شعر الصفويين بالقلق إزاء حالة الضعف في قواتهم العسكرية ولم يريدوا تعكير صفو السلام مع العثمانيين. والإضافة إلى الضغط المستمر من قبل الشيخ معن ورجال عشيرته على البصرة، فقد أدى هذا في النهاية إلى اتخاذ الصفويين قرارًا بإعادة البصرة إلى السيطرة العثمانية. وفي 9 مارس 1701، انسحبت القوات الصفوية من البصرة، وفي 10 مارس استعاد العثمانيون السيطرة على المدينة.

## الخلفية

### الأهمية الجيوسياسية للبصرة
كانت البصرة ذات أهمية جيوسياسية خاصة في القرنين السادس عشر والسابع عشر، كونها على الحدود بين الدولتين الصفوية (الشيعية) والعثمانية (السنية) المتنافسة، على حدود الصحراء العربية، ولها دور محوري في نمو تجارة المحيط الهندي. ونتيجة لذلك، تم التنازع على حيازة البصرة بين العثمانيين والصفويين. ومع أن الإمبراطوريتين ادعتا الولاية القضائية على المدينة في أوقات مختلفة، إلا أن سلطتهما كانت اسمية في معظمها، وكانت السيطرة الفعلية في أيدي الحكام المحليين الذين حكموا في ظل السيادة الصفوية أو العثمانية. وخلال هذه الفترة، أصبحت أجزاء كبيرة من العراق الحالي غير آمنة بسبب نهب القبائل العربية شبه الرحل و«المستقلة بشدة» (في الجنوب) والقبائل الكردية (في الشمال)، الذين هاجموا مرور القوافل. كان الطقس في الجنوب، في سواد العراق، ضارًا بالصحة مع الأوبئة القاتلة التي ساهمت في فترات مضطربة في تاريخ البصرة. ومع ذلك، أصبحت البصرة مركزًا مهمًا لحركة المرور في منطقة الخليج العربي، سواء بالنسبة للتجار أو للحجاج في طريقهم إلى مكة والمدينة المنورة.

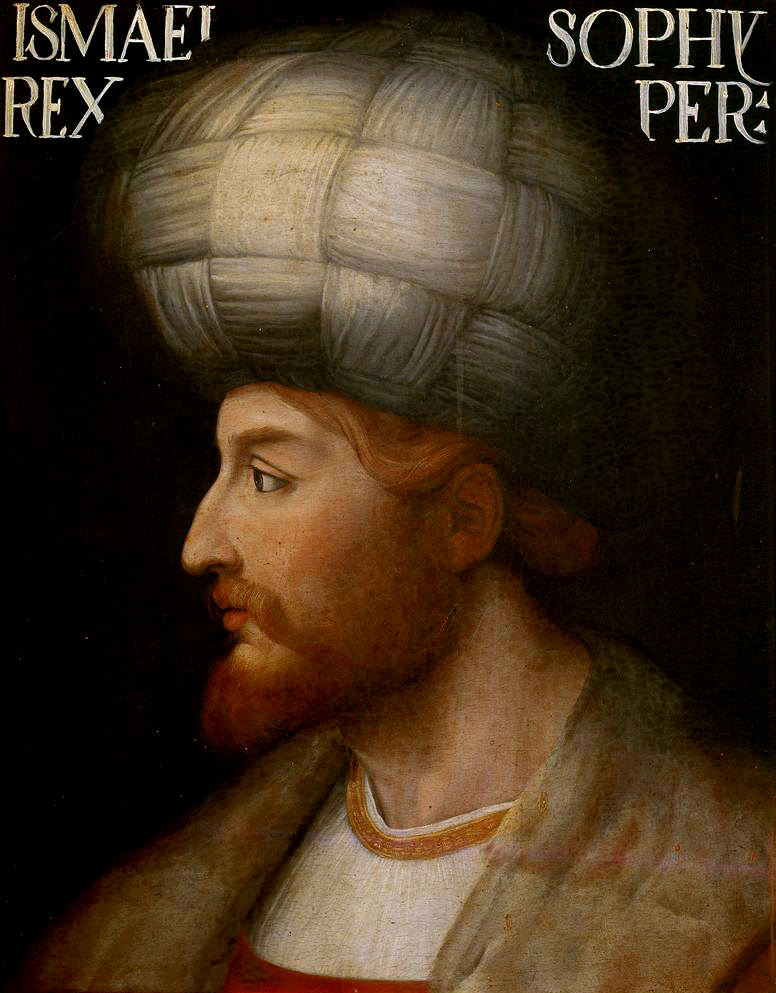
صورة من رسم فينيسي لإسماعيل الأول محفوظة في معرض أوفيزي في فلورنسا

### من القرن السادس عشر إلى القرن السابع عشر
أسست قبيلة المغامس العربية البدوية، وهي فرع من قبيلة المنتفق تسكن المنطقة الواقعة بين الكوفة والبصرة، حكمها على البصرة في أوائل القرن الخامس عشر. ومن عام 1436 إلى عام 1508، كانت السيطرة الفعلية في أيدي المشعشعية، وهو اتحاد قبلي للشيعة الراديكاليين موجود أساسًا على أطراف الأهوار على حدود مقاطعة عربستان الصفوية (خوزستان حاليًا).
في عام 1508، في عهد أول حاكم صفوي، الشاه إسماعيل الصفوي (حكم من 1501 حتى 1524)، أصبحت البصرة والمشاشا جزءً من الإمبراطورية الصفوية. أثبت المشعشعية أنهم حلفاء مهمون للصفويين، وغالبًا ما عملوا كوكلاء صفويين في حملات ضد العرب في جنوب العراق والبصرة، بقيادة حاكم معين من الصفويين. ومع أنهم رعايا صفويين اسميًا، إلا أنهم كانوا يتمتعون بحكم ذاتي واسع، وكانت أراضيهم بمثابة منطقة عازلة بين الصفويين والعثمانيين.
في عام 1524، بعد وفاة إسماعيل الصفوي، استأنفت المغامس السيطرة الفعلية. وبعد اثني عشر عامًا، أثناء الحرب العثمانية الصفوية (1532–1555)، اعترف حاكم البصرة رشيد بن مغامس بالسلطان العثماني سليمان القانوني (حكم 1520-1566) بصفته حاكمًا له، والذي بدوره أكده حاكمًا للمدينة. ومع خضوع البصرة للعثمانيين، إلا أن سيطرة العثمانيين على البصرة كانت ضعيفةً في البداية. تغير هذا في عام 1546، عندما تم إنشاء حامية عثمانية في المدينة بعد انتفاضة مشعشعية.
ومع أن العثمانيين حلوا محلهم كحكام للعراق، إلا أن الصفويين لم يتخلوا أبدًا عن مطالبتهم بالعراق، على الأقل في خطاب البلاط. وفي الواقع، كان معظم العراق أراضٍ أجنبية للصفويين، مع أن الجنوب كان يسكنه العديد من الشيعة. كما يوضح المؤرخ الحديث رودي ماتي،

### من القرن السابع عشر إلى القرن الثامن عشر

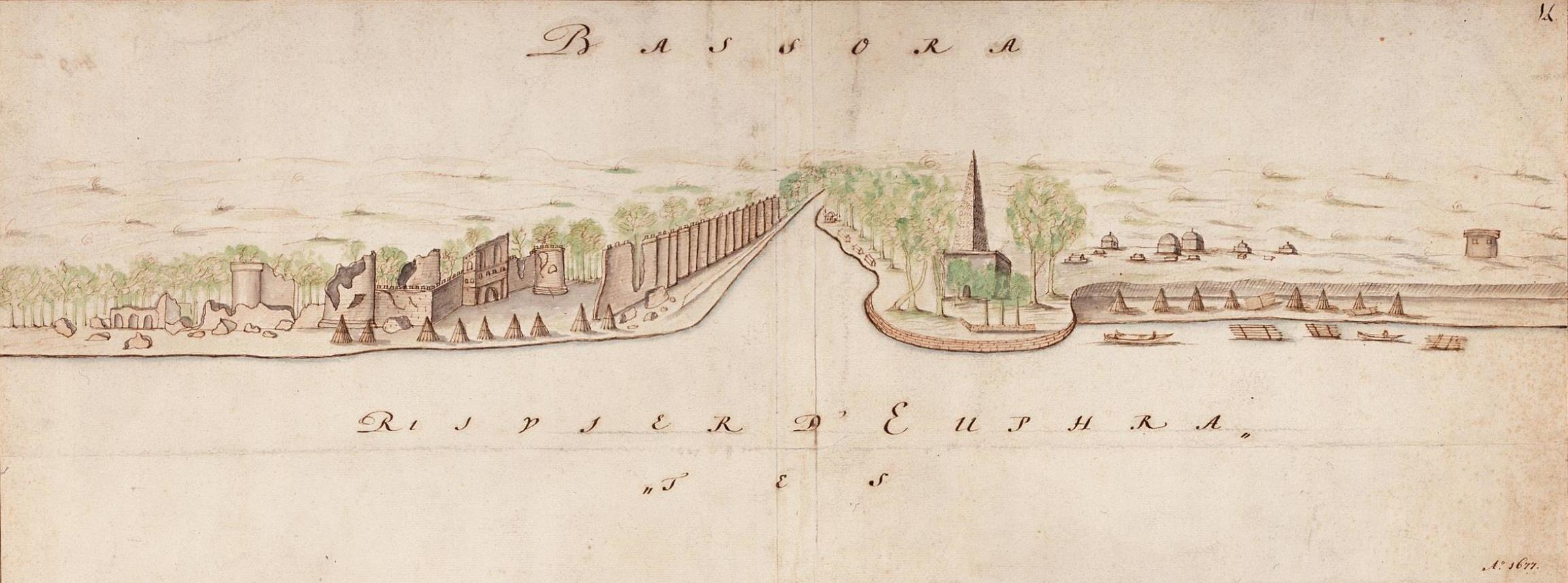
منظر للبصرة بواسطة إسحاق دي جراف صنعت بعد الوضع في 1677

في عام 1596، باع الحاكم العثماني البصرة إلى أفراسياب، وهو قطب محلي ينحدر من السلالة السلجوقية السنية. منذ ذلك الحين وحتى عام 1668، كانت البصرة تعتبر إيالة عثمانية وراثية في عهد عائلة أفراسياب.
خلال هذه الفترة، كان للشاه الصفوي عباس الأول الصفوي (حكم 1588حتى 1629) عددًا من المحاولات للاستيلاء على البصرة، التي تُعد منافسًا رئيسيًا لميناء بندر عباس التجاري الخاص به، وقاعدة للتجار البرتغاليين في المنطقة. أثبتت المحاولات الصفوية في 1624 و1625 و1628-1629 خلال الحرب العثمانية الصفوية (1623-1639) فشلها من خلال مزيج من التدخل البرتغالي، والمخاوف الملحة على جبهات أخرى، وأخيرًا موت عباس.
ومع اعتراف الصفويين بالحكم العثماني على العراق في معاهدة قصر شيرين (1639)، فقد كانوا يميلون في بعض الأحيان إلى محاولة استعادته مرة أخرى، على سبيل المثال بعد الهزيمة العثمانية في فيينا في 1683. انتصرت ضد هذا عدة فصائل أكثر حذرًا ومحافظة، وواعية بانخفاض القوة العسكرية الصفوية. ظلت العلاقات مشحونة حول البصرة بسبب المضايقات المستمرة للحجاج الإيرانيين من قبل السلطات العثمانية، حتى أن الصفويين منعوا مرور الحجاج في عدة مناسبات. وكذلك، امتدت الاضطرابات من جنوب العراق عبر الحدود إلى الأراضي الصفوية. وهكذا في عام 1667، عندما رفض حسين باشا من سلالة أفراسياب الاعتراف بسيادة السلطان وحين أرسل العثمانيون حملة عقابية ضده، قام حسين باشا بإجلاء جميع السكان إلى الأراضي الصفوية بينما عرض المدينة على الصفويين. ومع ذلك، رفض الشاه سليمان الأول الصفوي (حكم من 1666 حتى 1694) توسلات حسين باشا لأنه لا يريد استعداء العثمانيين، وفي عام 1668، فرض حاكم بغداد العثماني سيطرةً مباشرة على البصرة.

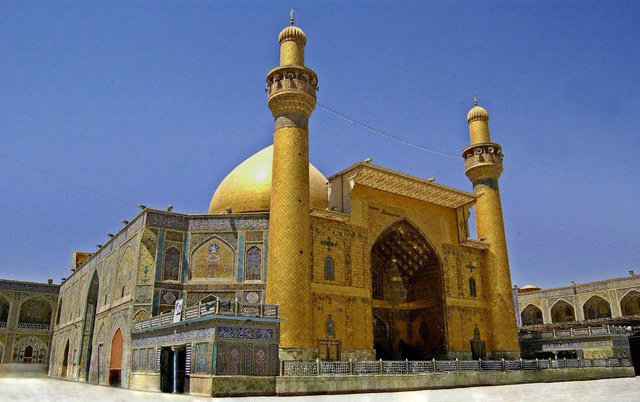
ضريح الامام علي في النجف عام 2012

لقد لفتت البصرة أيضًا انتباه الصفويين لأسباب اقتصادية: في منتصف إلى أواخر القرن 17، كانت العملات الصفوية عباسي وبانج شاهي العملات الأكثر شيوعا في البصرة. وفي عهد خليفة سليمان الأول، سلطان حسين الأول الصفوي (حكم من 1694 حتى 1722)، لم تتغير السياسة الصفوية فيما يتعلق باستعادة العراق. وادعى ماتي أن «هذا ليس مفاجئًا»، نظرًا لأن الجيش الصفوي كان ضعيفًا في ذلك الوقت وكان الشاه نفسه مشهورًا بطبيعته غير الحكيمة. وعلى عكس معظم أسلافه، شجع سلطان حسين الحجاج بنشاط على زيارة العتبات الشيعية المقدسة في العراق، وهو ما فعلوه بأعداد غير مسبوقة. كان سلطان حسين أيضًا على استعداد لإنفاق موارد الدولة الصفوية على صيانة الأضرحة في العراق.

## المقدمة
شهد مطلع القرن الثامن عشر اضطرابات أكبر وتورطًا صفويًا في جنوب العراق. في عام 1690، أدى انتشار الطاعون والمجاعة إلى اضطرابات قبلية بين قبيلة المنتفق في جنوب العراق. وتحت قيادة الشيخ معن بن مغامس، ثار عرب المنتفق ضد العثمانيين. شنت الحكومة العثمانية حملة عقابية لكنها لم تتمكن من إخماد ثورة الشيخ معن. في عام 1695، استولى الشيخ معن على البصرة بمساعدة السكان المحليين وأطاح بالحاكم والقوات العثمانية. خلال فترة حكمه القصيرة كحاكم للبصرة، كان يُعتبر خيّرًا نسبيًا. لم يكن الصفويون سعداء بشكل خاص بهذا التحول في الأحداث. لم يقتصر الأمر على سيطرة المتمردين على مدينة مهمة على الحدود الصفوية - بل نهبوا أيضًا عددًا من قوافل الحجاج بالقرب من البصرة أثناء استيلائهم على المدينة. وبالنسبة للصفويين، أثبت هذا أن الشيخ معن يحمل طموحات توسعية وقد يشكل خطرًا على مصالحهم. كان الوالي المعين من قبل الصفويين («نائب الملك»، «الحاكم») في إقليم عربستان المجاور، فرج الله خان، قلقًا أيضًا بشأن الروابط بين المشعشعية والشيخ معن. لقد ساعد حوالي 5000 عضو غير راضٍ من المشعشعية، أتباع ابن أخيه السيد محمود، الشيخ معن في الاستيلاء على البصرة عام 1695. بعد ذلك عامين فقط، عام 1697، اشتبك فرج الله خان والموالون من المشعشعية مع الشيخ معن وأهله والمتعاطفون معه من المشعشعية.

## السيطرة الصفوية: 1697–1701

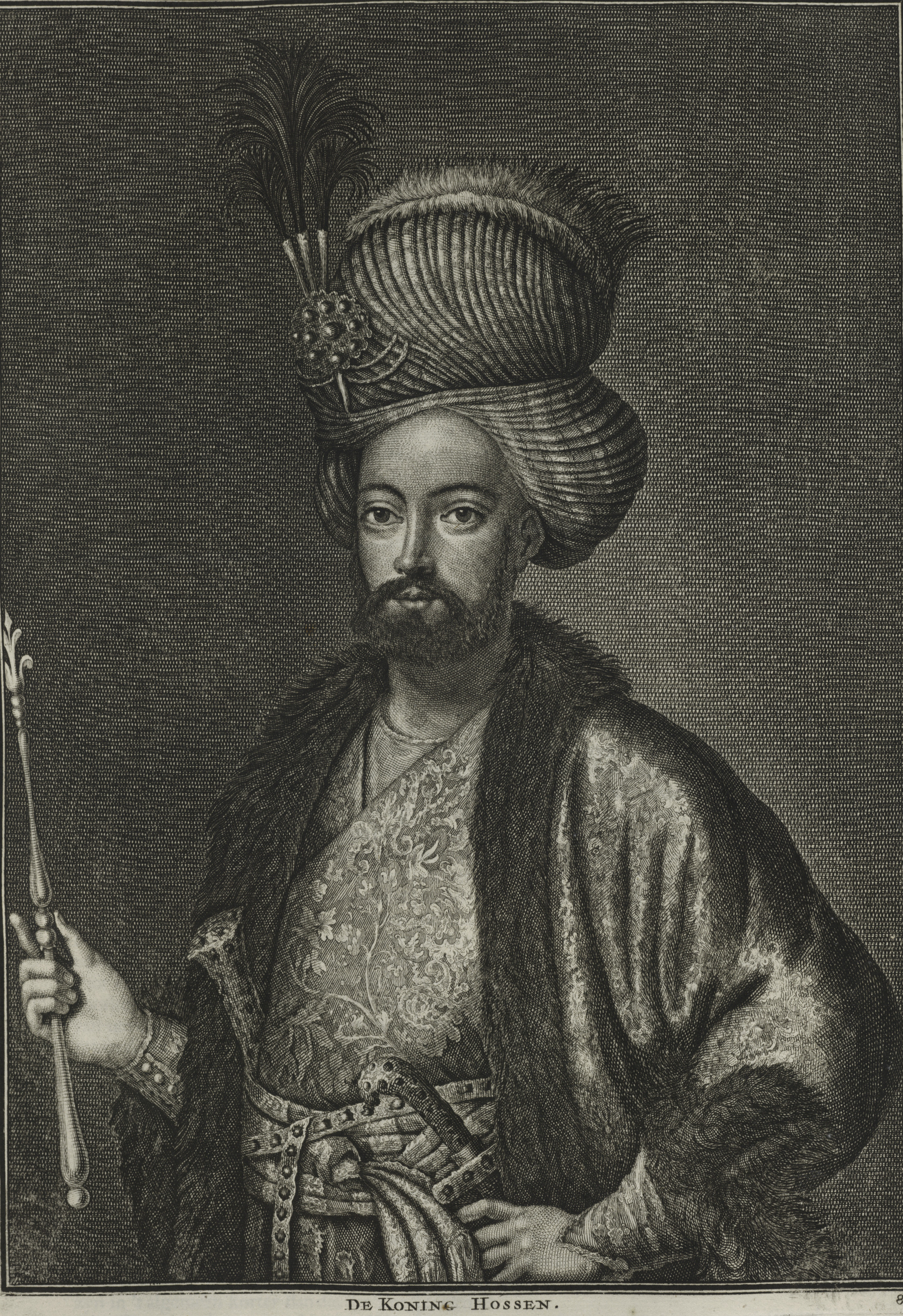
بورتريه سلطان حسين الأول الصفوي بواسطة كورنيليس دي بروين

انتصر فرج الله خان والموالون له من المشعشعية واستولوا على البصرة باسم الشاه الصفوي، مما دفع الشيخ معن إلى الفرار. عندما أدرك الصفويون أن الشيخ معن ورجال عشيرته كانوا حريصين على استعادة البصرة، وأنهم أرادوا مهاجمة الحويزة، عاصمة مقاطعة عربستان، أصدر الشاه سلطان حسين فرمان (مرسوم)، يأمر جيشًا من مقاطعة لورستان الصفوية بقيادة علي مردان خان، زعيم قبيلة الفيليين ومحافظ كهكيلويه، بالتحرك في البصرة. في 26 مارس 1697، سيطرت القوات الصفوية النظامية على المدينة، وتم تعيين علي مردان خان حاكمًا. هذا كان بمثابة بداية الفترة الثانية للسيطرة الصفوية على البصرة. في وقت لاحق من ذلك العام، تم استبدال علي مردان خان بإبراهيم خان، حاكم دورق (شادكان الحالية في خوزستان).
ومع أن الصفويين قد فرضوا سيطرتهم على البصرة، إلا أنهم امتنعوا عن إقامة «مطالبة كاملة ونهائية» بالمدينة. كانت حكومة سلطان حسين لا تزال مهتمة بعدم تعكير صفو السلام مع العثمانيين. علاوةً على ذلك، كانوا على دراية بالضعف العسكري الإيراني في ذلك الوقت وأدركوا أنه سيكون «من الصعب التمسك بمدينة تقع في منطقة شديدة الاضطراب». عززت أنشطة المتمرد الكردي سليمان بابا، الذي استولى على بلدة أردلان وقلعة أرومية بالقرب من الحدود العثمانية في نفس العام، مخاوفهم. وفي أواخر عام 1697، قام الشيخ معن، بعد أن تعاهد على السلام مع عدوه السابق فرج الله خان، بمساعدة المنشقين من المشعشعية، بهزيمة قوة صفوية كبيرة بالقرب من حصن خورما وأسر قائدهم. أجبر هذا سلطان حسين على تسليم البصرة إلى العثمانيين. كان لدى السلطان حسين مفاتيح مصنوعة من الذهب الخالص وأرسل رستم خان زنغنه سفيرًا إلى القسطنطينية، لتسليمها للسلطان العثماني مصطفى الثاني (حكم حتى 1695 حتى 1703)، في لفتة رمزية تعرض المدينة للسيطرة العثمانية. ومع ذلك، ورغم أن الصفويين استمروا في إظهار استعدادهم لإعادة البصرة إلى العثمانيين واستضافوا سفارة عثمانية في أصفهان بين ديسمبر 1698 وأبريل 1699، فقد ظلت البصرة في أيدي الصفويين حتى عام 1701.
في أوائل عام 1700، ظهر الشيخ معن مرة أخرى أمام مدينة البصرة وطلب 500 تومان من محافظها الصفوي، إبراهيم خان. اشترى الحاكم، الذي كان يفتقر إلى القوات، الشيخ معن بدفع 300 تومان وعززه ب6000 جندي من مقاطعة كهكيلويه. استمرت القوات العربية في الضغط على المدينة، مما دفع الشاه إلى استدعاء إبراهيم خان في وقت لاحق من ذلك العام واستبداله بداود خان، الحاكم السابق للقرنة. بعد ذلك، حاصر العرب البصرة، مما تسبب في مجاعة. استمر هذا الوضع حتى عام 1701. وبحلول فبراير من ذلك العام، ثارت الحامية الصفوية التي يبلغ قوامها 6000 فرد، بسبب نقص الأجور والأخبار عن توجه جيش عثماني ضخم إلى البصرة ضد الحاكم الصفوي، حيث نهبوا العديد من العقارات في البصرة. وصل الجيش العثماني إلى البصرة في 9 مارس 1701، مُطالبًا الصفويين بالاستسلام. غادر داود خان والقوات الصفوية في البصرة المدينة واستقلوا السفن التي كانت جاهزة. في 10 مارس 1701، دخل الحاكم العثماني المعين حديثًا، علي باشا، البصرة برفقة حكام بغداد وسيواس وكركوك العثمانيين، بالإضافة إلى حوالي 30 ألف جندي عثماني.

## التقدير
يشير ماتي إلى أنه لا يزال من غير الواضح «كيف كان أداء البصرة في ظل الإيرانيين» منذ الأعوام 1697 وحتى 1701، حيث إن المصادر المعاصرة «ليست مجمعة حول هذه القضية». أصر بعض شهود العيان على أن البصرة كانت محكومة جيدًا من قبل الإيرانيين وأشادوا بعلي مردان خان وإبراهيم خان على أنهما «مجرد حكام أظهروا اهتمامًا بالناس». وفقًا للمقيمين الكرمليين (وهم أعضاء من طائفة الروم الكاثوليك المتسولين) في البصرة، ازدهرت المدينة في ظل الحكم الصالح لهذين الحاكمين الصفويين، بينما وفقًا لقبطان البحر الإسكتلندي ألكسندر هاملتون، شجع الإيرانيون التجارة وكانوا لطيفين مع التجار الأجانب على عكس الأتراك. ومع ذلك، ذكرت شركة الهند الشرقية الهولندية في عام 1700 أن البصرة قد تراجعت تحت حكم الصفويين وأن التجارة قد تضاءلت.